# آیمی ساتسوکاوا
آیمی ساتسوکاوا (انگلیسی: Aimi Satsukawa؛ زادهٔ ۲۰ اوت ۱۹۸۸) بازیگر اهل ژاپن است.
از فیلم‌ها یا برنامه‌های تلویزیونی که وی در آن نقش داشته‌است می‌توان به ساداکو مقابل کایاکو اشاره کرد.